# イオンビッグ
イオンビッグ株式会社（ÆON BIG CO.,LTD）は、イオングループでディスカウントストア事業を展開・運営している企業である。

## 概要
2011年8月21日にイオンリテール（旧・ジャスコ）からの会社分割により設立された。中部地方を中心に北関東・近畿でイオンリテールが手がけてきた「ザ・ビッグ」などのディスカウントストア21店舗の事業を承継している。2018年4月4日まで本社はイオンリテール東海・長野カンパニー（現・東海カンパニー）のある愛知県名古屋市中村区名駅に置かれていたが、同年4月5日に第二友豊ビルへ移転した。
元々「ザ・ビッグ」は、広島県に本社を置いていたジャスコグループ（現・イオングループ）の企業「みどり」（のちに合併によりマックスバリュ西日本→フジ）が展開し、それ以外のマックスバリュ運営会社でも展開されるようになった食品中心のDS事業であった。消費者のデフレ嗜好などを踏まえてDS事業をイオングループの成長戦略の柱の一つと位置付けることになり、新たに独立させたものである。イオングループは総合スーパー（GMS）事業子会社の統合などグループ再編を進めており、その一環として位置づけられている。従来からのイオンのDS事業であった「メガマート」は一部店舗が1992年にイオンと石黒ホーマ（当時）・ケーヨーとの合弁で設立した「イシグロジャスコ」「ケーヨージャスコ」により運営されていた時期があり、再度の分社化となる。
当社と岐阜県内に7つある店舗全てで、災害時の協定を自治体と結んでいる。
2019年9月1日付でマックスバリュ東海（MV東海）とマックスバリュ中部（MV中部）が合併（MV東海がMV中部を吸収合併）するにあたり、両社の事業を通常のスーパーマーケットに集約し、「ザ・ビッグ」の運営はイオンビッグに移管する方針が示された。なお、MV中部の店舗は同年6月1日に、MV東海の店舗は同年7月1日に承継された（会社分割（簡易分割）によって運営移管）。また、2021年6月1日付でマックスバリュ長野を吸収合併し、同社が運営していた長野県内の全店舗を承継した。さらに、2024年3月1日付でマックスバリュ南東北を吸収合併し、同社が運営していた宮城県と福島県の全店舗を承継した。

## 沿革
- 2011年（平成23年）
  - 8月21日 - イオンリテールのDS事業本部を吸収分割により設立し、同社が運営していたザ・ビッグエクストラ、イオンスーパーセンター、メガマート（信州池田店を除く[注 4]）を継承。
  - 10月7日 - メガマート養老店をザ・ビッグ養老店に業態転換し、通常業態の「ザ・ビッグ」の展開を開始。
  - 11月21日 - イオンビッグ運営の一部ショッピングセンター（那須塩原、さくら、真岡、津河芸、野洲、天理）を「イオンタウン」に名称変更[10]し、ショッピングセンター全体の運営をイオンタウンに移管。
- 2012年（平成24年）7月27日 - イオンスーパーセンター弥富店をザ・ビッグエクストラ弥富店に業態転換。これにより、当社運営のイオンスーパーセンターからザ・ビッグエクストラへの業態転換を完了した。
- 2013年（平成25年）10月26日 - 滋賀県彦根市に新規展開するイオンタウン彦根（旧アンビエントガーデン彦根）内に「ザ・ビッグエクストラ彦根店」が開店。業態転換では無く、完全に新規となる出店は同社初となる。
- 2014年（平成26年）1月30日 - メガマート芸濃店を閉店（同年3月12日にザ・ビッグ芸濃店としてオープン）。メガマートは消滅し、当社の店舗ブランドが「ザ・ビッグ」に一本化された。
- 2016年（平成28年）7月1日 - 当社初の小型店舗形態「ザ・ビッグエクスプレス」として岡崎福岡店を開業。
- 2018年（平成30年）4月5日 - 本社を第二友豊ビルに移転[5]。
- 2019年（令和元年）
  - 6月1日 - マックスバリュ中部から「ザ・ビッグ エクスプレス」13店舗を譲受[3]。名古屋市内に初出店。
  - 7月1日 - マックスバリュ東海から「ザ・ビッグ」35店舗を譲受[3]。静岡県、山梨県、神奈川県に初出店。
- 2021年（令和3年）6月1日 - マックスバリュ長野と合併して15店舗を譲受[11]。長野県に初出店。また、当日より自社Webサイトを開設。
- 2023年（令和5年）9月26日 - 取締役会にて2024年（令和6年）3月1日付でマックスバリュ南東北と合併することを決議し、同社との間で合併契約を締結したことを発表[8]。
- 2024年（令和6年）3月1日 - マックスバリュ南東北と合併して28店舗を譲受[9]。宮城県、福島県に初出店。

### 歴代社長
| 代 | 期間           | 期間            | 氏名       | 出典   |
| -- | -------------- | --------------- | ---------- | ------ |
| 1  | 2011年08月21日 | 2018年04月04日  | 鈴木新樹   | [ 4 ]  |
| 2  | 2018年04月05日 | 2019年09月05日  | 宮崎剛     | [ 12 ] |
| 3  | 2019年09月06日 | 2025年02月028日 | 小林健太郎 | [ 13 ] |
| 4  | 2025年03月01日 | 現在            | 三浦弘     | [ 1 ]  |

## 店舗
2025年3月時点で3業態合計の店舗数は126店舗（宮城県19、福島県9、栃木県4、神奈川県6、山梨県13、静岡県16、長野県15、岐阜県11、愛知県11、三重県12、滋賀県6、奈良県4）。
前述のように2013年よりエクストラ彦根店を皮切りに新規出店（居抜き出店によるものを含む）も行われており、2025年3月時点で29店舗が該当する。

### ザ・ビッグ
当社発足時点では通常業態の「ザ・ビッグ」を出店していなかったが、「メガマート」からの業態転換により新たに展開されるようになった。なお、マックスバリュ東海・マックスバリュ長野・マックスバリュ南東北から継承された店舗の一部は「マックスバリュ」からの転換店舗であるほか、旧マックスバリュ東海から継承された店舗には「キミサワ」からの転換店舗、旧マックスバリュ長野から継承された店舗には「ジャスコ」からの転換店舗もある。
2019年7月1日にマックスバリュ東海から35店舗の運営を引き継ぎ、同年9月14日に同社からの継承後初の新店舗がオープン。2021年6月にマックスバリュ長野との合併により長野県の15店舗の運営を引き継ぎ、2024年3月にはマックスバリュ南東北との合併により宮城県・福島県の22店舗の営業を引き継いだ。
2025年4月12日には、もと「ザ・ビッグエクスプレス」として営業していた夏見橋店（三重県名張市）を、リニューアル後の再開業に際して「ザ・ビッグ」に改称した。
なお、東京都の昭島店はイオンリテールが、兵庫県の店舗はフジ（旧・マックスバリュ西日本）が、青森県・秋田県・山形県の店舗はイオン東北がそれぞれ運営する。また、2021年6月29日までは埼玉県の八潮南店もイオンリテール運営のザ・ビッグとして営業していた（同月30日以降はイオンに転換されている）。
2025年5月時点の当社運営店舗数は84店舗（宮城県16、福島県6、栃木県1、神奈川県6、山梨県13、静岡県15、長野県15、岐阜県6、三重県4、滋賀県2）。
店舗例
- ザ・ビッグ輪之内店
（岐阜県安八郡輪之内町）
※旧・メガマート店舗
- ザ・ビッグ厚木旭町店（神奈川県厚木市）
※旧・キミサワ店舗
※マックスバリュ東海からの承継店舗
- ザ・ビッグ信濃大町店（長野県大町市）
※旧・ジャスコ店舗
※マックスバリュ長野からの承継店舗
- ザ・ビッグ古川店（宮城県大崎市）
※旧・マックスバリュ店舗
※マックスバリュ南東北からの承継店舗

### ザ・ビッグエクストラ
通常の「ザ・ビッグ」よりも店舗面積が広く、品ぞろえを充実させた派生業態。当社が運営していた「ザ・ビッグ」業態は当初この「ザ・ビッグエクストラ」のみで、分社当時は栃木県および滋賀県内の3店舗で展開されていた。その後、「イオンスーパーセンター」や「メガマート」からの業態転換により岐阜県、愛知県、三重県、奈良県にも出店されるようになったほか、前述のように彦根店を皮切りに新規開業による出店も行われるようになり、当社の主力店舗となっている。
2025年5月時点の当社運営店舗数は20店舗（栃木県3、岐阜県4、愛知県2、三重県4、滋賀県3、奈良県4）。なお、兵庫県の店舗はフジの運営である。
店舗例
- ザ・ビッグエクストラ岐阜池田店（岐阜県揖斐郡池田町）
※旧・メガマート・マックスバリュ店舗
- ザ・ビッグエクストラ天理店（奈良県天理市）
※旧・イオンスーパーセンター店舗
- ザ・ビッグエクストラ刈谷店（愛知県刈谷市）
※旧・メガマート店舗

### ザ・ビッグエクスプレス
売場面積1,000m2クラスの小型店舗業態で主に食料品と日用品のみの取り扱いとなる。当社としての1号店は愛知県岡崎市の岡崎福岡店（2016年7月1日開店）であった。その後2019年6月1日にマックスバリュ中部が運営する全店舗（13店舗）を引き継ぎ、2024年3月1日にマックスバリュ南東北が運営する全店舗（6店舗）を引き継いだ。
2024年12月12日には、もと「ザ・ビッグ」として営業していた静岡城北店（静岡県静岡市）を、建て替えのうえで「ザ・ビッグエクスプレス」に転換し再開業した（後述）。
2025年5月時点での当社運営店舗数は23店舗（宮城県4、福島県3、静岡県1、岐阜県1、愛知県9、三重県4、滋賀県1）。
店舗例
- ザ・ビッグエクスプレス花ノ木店（愛知県名古屋市守山区）
※旧・マックスバリュ→バリューセンター店舗
※マックスバリュ中部[注 6]からの承継店舗
- ザ・ビッグエクスプレス楠店（愛知県名古屋市北区）
※マックスバリュ中部からの承継店舗

### 過去の店舗ブランド
イオンビッグとして運営されたことがあるもののみ示す。詳細は各記事を参照。
- イオンスーパーセンター
- メガマート

店舗例
- メガマート芸濃店（三重県津市）
※2014年1月30日閉店

### 特徴のある店舗
以下、当社店舗の店名表記では「ザ・ビッグ」を省略する。
ザ・ビッグとしての開業時点で、[東]はマックスバリュ東海運営であった店舗、[中]はマックスバリュ中部運営であった店舗、[長]はマックスバリュ長野運営であった店舗、[南]はマックスバリュ南東北運営であった店舗を表す。
他社店舗閉店後に出店した店舗
- 石巻鹿又店[南]（宮城県） - スーパーセンター ステップ1の跡地に出店。
- エクスプレス将藍店[南]（宮城県）- 将監ふれあい市場の跡地に出店。
- 新利府店[南]（宮城県）- イオン利府店の跡地に出店。
  - 旧イオン利府店が入居していた旧イオンモール利府自体が改装のため一時閉店となり、イオンモール新利府 北館として新装開業した際にザ・ビッグが出店した。旧イオン利府店はイオン東北による運営であり、旧店舗の南側に新規に建設されたイオンモール新利府 南館にイオンスタイル新利府（運営はイオン東北とイオンリテールによる2社共同）として移転された為、業態転換とはみなさず本項に含めた。

- 小田原寿町店[東]（神奈川県） - ユーコープ寿町店の跡地に出店。
- 北杜須玉店[東]（山梨県） - スーパーやまと須玉店の跡地に出店。
- 韮崎店[東]（山梨県） - スーパーやまとフジミモール店の跡地に出店。
- 甲西店[東]（山梨県） - プラスバリュー甲西店の跡地に出店。
- 甲府和戸店[東]（山梨県） - ビッグプラスバリュー甲府和戸店の跡地に出店。
- 甲斐敷島店[東]（山梨県） - オギノ敷島店の跡地に出店。
- 笛吹井戸店（山梨県） - オギノ石和井戸店の跡地に出店。
- 佐久インターウェーブ店[長]（長野県） - つるかめランド佐久店の跡地に出店。
- 上田中央店[長]（長野県） - デイツー上田中央店の跡地に出店。
- 北中込店[長]（長野県） - ツルヤ中込原店の跡地に出店。
- 浜松萩丘店[東]（静岡県） - リベロ萩丘店の跡地に出店。
- 静岡豊田店[東]（静岡県） - キミサワ静岡豊田店の跡地に出店。
  - 当時のキミサワの運営会社であるCFSコーポレーションは、当時すでにイオングループ入りしていたものの、キミサワ静岡豊田店が2010年8月20日に閉店した以降はしばらく空き家となっていた（ザ・ビッグ静岡豊田店の開店は2014年10月）ことから業態転換とはみなさず本項に含めた。

- エクスプレス岡崎福岡店（愛知県） - フードマーケットマム福岡店の跡地に出店。
- エクスプレス楠店[中]（愛知県） - ナフコ不二屋楠店の跡地に出店。
- エクスプレス南陽店[中]（愛知県） - スター港店の跡地に出店。パチンコ店舗跡への居抜き出店となる。
- 岐南店（岐阜県） - トミダヤ岐南店の跡地に出店。
- 津藤方店（三重県） - DCMカーマ津藤方店の跡地に出店。
- 豊郷店（滋賀県） - ピアゴ豊郷店の跡地に出店。

新築により新規出店した店舗
- 宮城県 - 利府青山店[南]、エクスプレス燕沢店[南]、エクスプレス陸前高砂駅前店[南]、エクスプレス仙台駅東店[南]
- 福島県 - 鎌田店[南]、本宮店[南]、喜久田店[南]、エクスプレス富田店[南]、エクスプレス島店[南]、エクスプレス開成店
- 長野県 - 長野三輪店[長]、塩尻広丘店[長]
- 静岡県 - 吉田店[東]
- 岐阜県 - 可児御嵩店、エクストラ山県店、エクストラ本巣店、エクストラ各務原鵜沼店、エクスプレス岐阜早田店、大垣河間店
- 愛知県 - エクスプレス日比津店
- 三重県 - エクストラ玉城店、エクストラ鈴鹿玉垣店、エクストラ亀山店
- 滋賀県 - エクストラ彦根店、エクストラ湖南店
- 奈良県 - エクストラ平群店、エクストラ香芝店

業態転換により開業した店舗（特記事項のある店舗のみ）
- 信州池田店[長]（長野県、マックスバリュ+メガマートから転換） - 「マックスバリュ」と「メガマート」の双方が出店しているショッピングセンターにおいて双方を閉店させ代わりに「ザ・ビッグ」を開店させる場合、「メガマート」の建物を「ザ・ビッグ」にする例が多いが、当店については双方の建物を合わせたものを「ザ・ビッグ」としている。
- エクストラ岐阜池田店（岐阜県、マックスバリュ+メガマートから転換） - 同上。ただし店舗名を大型店「ザ・ビッグエクストラ」の扱いとしている。
- 石和店[東]（山梨県、マックスバリュから転換） - 総合スーパーの「石和サティ」（現・イオン石和店）において、食品売り場を「マックスバリュ」を入居させる形に変更（2008年5月30日）、その後「ザ・ビッグ」に転換している（2015年3月14日）。「ザ・ビッグ」が「イオン」店舗の食品売り場を受け持つ形で出店するのは珍しく、他にはイオン九州（2020年8月31日まではマックスバリュ九州）が運営する江北店（佐賀県杵島郡江北町、同じくイオン九州が運営するイオン江北店1階に入居）があるのみである。

### 閉店店舗
- ザ・ビッグ相模原二本松店[東]（神奈川県） - 2022年12月26日に閉店[17]。
  - 2017年3月31日に閉店したグルメシティ[注 9]二本松店の跡地に、2017年6月30日に開店した店舗であった[18]。
  - 跡地にはサンドラッグ相模原二本松店[19]が2023年3月31日[20]に開店。
- ザ・ビッグ静岡城北店[東]（静岡県） - 2023年2月28日に一時閉店[21]（店舗建て替えのため[22]）。
  - もとは忠実屋系列→ダイエー系列のスーパーマーケット「シヅオカヤ」→「セイフー」→「グルメシティ」として営業していた（グルメシティ関東も参照）ものの、2014年3月にマックスバリュ東海が譲り受けて「マックスバリュエクスプレス」として開業。その4ヶ月後に旧「ジョイフル東海」の店舗だったマックスバリュエクスプレス静岡唐瀬店（同店は閉店後、グループ会社のウエルシア薬局へ移管され「ウエルシア静岡唐瀬店」となる）との統合を兼ねて「ザ・ビッグ」に再転換された店舗であった。
  - 建て替え後、2024年12月12日に「ザ・ビッグエクスプレス静岡城北店」として再開業した（これに合わせエクスプレスに改称された）[23]。
- ザ・ビッグ仙台南光台店[南]（宮城県）- 2024年8月31日に一時閉店[24][25]。（店舗建て替えのため）
  - もとは1973年にジャスコとして開店し、マックスバリュを経て2014年9月に「ザ・ビッグ」に転換された店舗であった。イオンビッグが運営する店舗の中で1番古い建物であった。[24]